# Glória e Vera Cruz
Pour les articles homonymes, voir Glória et Veracruz (homonymie).
Glória e Vera Cruz est une paroisse civile portugaise (en portugais : freguesia) de la municipalité d'Aveiro et du district du même nom. Elle est créée en 2013, par fusion des paroisses de Glória et Vera Cruz.

## Géographie
Glória e Vera Cruz correspond au centre urbain d'Aveiro et inclut plusieurs îles de la Ria d'Aveiro.
Les anciennes paroisses de Glória, au sud, et Vera Cruz, au nord, sont séparées par les canaux urbains d'Aveiro, à savoir d'ouest en est : le canal des Pyramides, le canal central et le canal de Côjo.

## Histoire
La paroisse est créée par la loi no 11-A/2013 du 28 janvier 2013 portant réorganisation administrative du territoire des freguesias, en fusionnant les paroisses de Glória et Vera Cruz. Son nom officiel est União das Freguesias de Glória e Vera Cruz et son siège est fixé à Vera Cruz.

## Démographie
Lors du recensement de 2021, Glória e Vera Cruz compte 21 227 habitants. C'est ainsi la paroisse la plus peuplée de la municipalité d'Aveiro, qui totalise alors 80 954 habitants.